# Eucyclopera cynara
Eucyclopera cynara là một loài bướm đêm thuộc phân họ Arctiinae, họ Erebidae.